# Bitwa morska w porcie Le Conquet
Bitwa morska w porcie Le Conquet – starcie zbrojne, które miało miejsce w roku 1513.
Dnia 10 kwietnia 1513 r. eskadra angielska licząca 24 okręty pod dowództwem admirała Edwarda Howarda skierowała się w rejon Brestu po czym w zatoce przy porcie Conquet napotkała 9 galer francuskich admirała Prégenta de Bidoux. Dnia 25 kwietnia 17 jednostek brytyjskich zaatakowało Francuzów. Podczas próby abordażu Howard został raniony i strącony do morza, gdzie utonął. Próbujące przyjść mu z pomocą pozostałe jednostki angielskie zostały wyparte z zatoki. Pozbawiona dowódcy eskadra brytyjska została rozbita i ostatecznie ratowała się ucieczką.